# Polyrhachis rufofemorata
Polyrhachis rufofemorata är en myrart som beskrevs av Smith 1859. Polyrhachis rufofemorata ingår i släktet Polyrhachis och familjen myror. Inga underarter finns listade i Catalogue of Life.